# John Cade

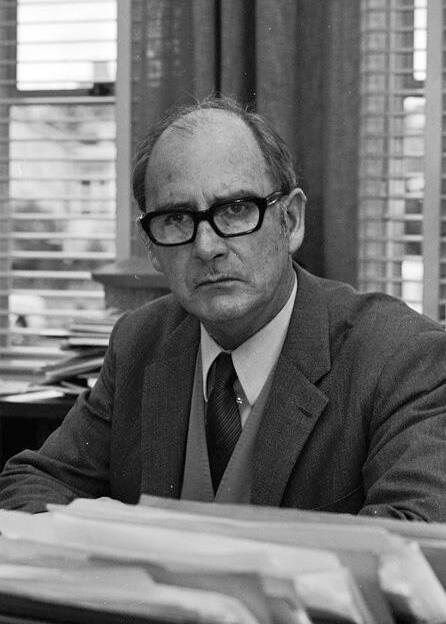
John Cade 1971

John Frederick Joseph Cade AO (* 18. Januar 1912 in Murtoa; † 16. November 1980) war ein australischer Psychiater. Er entdeckte 1948 die beruhigende Wirkung von Lithiumkarbonat bei der Behandlung von bipolaren Störungen (Lithiumtherapie).

## Leben

### Herkunft und Ausbildung
Sein Vater David war Allgemeinarzt, diente im Ersten Weltkrieg in Gallipoli und an der Westfront in Frankreich. Bei seiner Rückkehr litt Cade Sr. an den Kriegserlebnissen, verkaufte seine Arztpraxis und arbeitete stattdessen in der Psychiatrie. Dadurch kamen auch John und sein Bruder Jack schon als Kinder mit diesen Einrichtungen in Berührung.
John Cade schrieb sich 1928 am Scotch College in Melbourne ein. Anschließend studierte er Medizin an der University of Melbourne und erlangte im Alter von 21 Jahren seinen Abschluss mit Auszeichnung. Er arbeitete im örtlichen St. Vincent’s Hospital und später im Royal Children’s Hospital, bis er an einer beidseitigen Pneumokokken-Lungenentzündung schwer erkrankte. Während seiner Genesung verliebte er sich in eine der Krankenschwestern, die ihn pflegten; er heiratete sie 1937.

### Zweiter Weltkrieg
Wie zuvor sein Vater verließ auch John Cade seine junge Familie, um für Australien in den Krieg zu ziehen. Entgegen seiner Ausbildung als Psychiater diente Cade als Chirurg und reiste 1941 an Bord der Queen Mary nach Singapur. Als Singapur an Japan fiel, wurde Cade von 1942 bis 1945 als Kriegsgefangener in Changi festgehalten.

### Entdeckung der Lithium-Wirkung
Nach Kriegsende hielt sich Cade kurz zur Erholung in einer Heidelberger Klinik auf. Anschließend trat er eine Stelle an im Bundoora Repatriation Mental Hospital in Melbourne. Dort injizierte er den Urin psychisch kranker Patienten in Versuchstiere, die daran schneller starben als am Urin gesunder Personen. Als er Lithiumurat hinzufügte, reduzierte dies die Toxizität. Die Lithiumionen schienen eine beruhigende Wirkung auszuüben. Nachdem er sie an sich selbst getestet hatte, begann Cade Lithiumzitrat und/oder Lithiumkarbonat einigen seiner Patienten zu verabreichen, die an Manien, Schizophrenie oder Melancholie litten. Die Wirkung war so deutlich, dass Cade vermutete, Manien könnten durch einen Lithium-Mangel verursacht werden. In der Behandlung akuter Störungen wurde Lithium in den folgenden Jahren durch die Neuroleptika abgelöst. Als Mittel zur Prophylaxe von Stimmungsstörungen wird es bis heute eingesetzt.